# Battojutsu
Battojutsu (battōjutsu, 抜刀術) er et begreb, der betyder krigerisk, hurtig-trækkende sværdkunst, en form for iaijutsu. Battojutsu er ofte ensbetydende med begrebet iaijutsu og battō.
Generelt, bliver battojutsu trænet som en del af en klassisk skole og er tæt integreret med træningen inden for kenjutsu-traditionen. Træningen foregår med det skarpe japanske sværd, katana, oftes udført som soloøvelser, kaldet kata. Træningen har fokus på effektiviteten inden for kamp, gennem faktorer som afstand, timing og mål. Battojutsu er ikke underholdning og det er ikke "spirituelt", som iaido er baseret på.

## Oversigt over sværdskoler
Moderne batto-skoler der er stiftet i Japansk moderne tidsperiode, efter Meiji-restaurationen (efter 1868).
- Toyama-ryu Stiftet i 1925 af Nakamura Taisaburo,[5]
- Nakamura-ryu Stiftet af Nakamura Taizaburō i midten af det 20. århundrede.[6]